# Psiloxyloideae
Die Psiloxyloideae ist eine der beiden Unterfamilien der Myrtengewächse (Myrtaceae). Sie umfasst mit vier Arten nur einen Bruchteil der Arten der Familie, die ihr gegenüberstehende Unterfamilie Myrtoideae hat weit über 4600 Arten. Die Arten der Psiloxyloideae sind in Südostafrika und auf den Maskarenen zu finden.

## Beschreibung

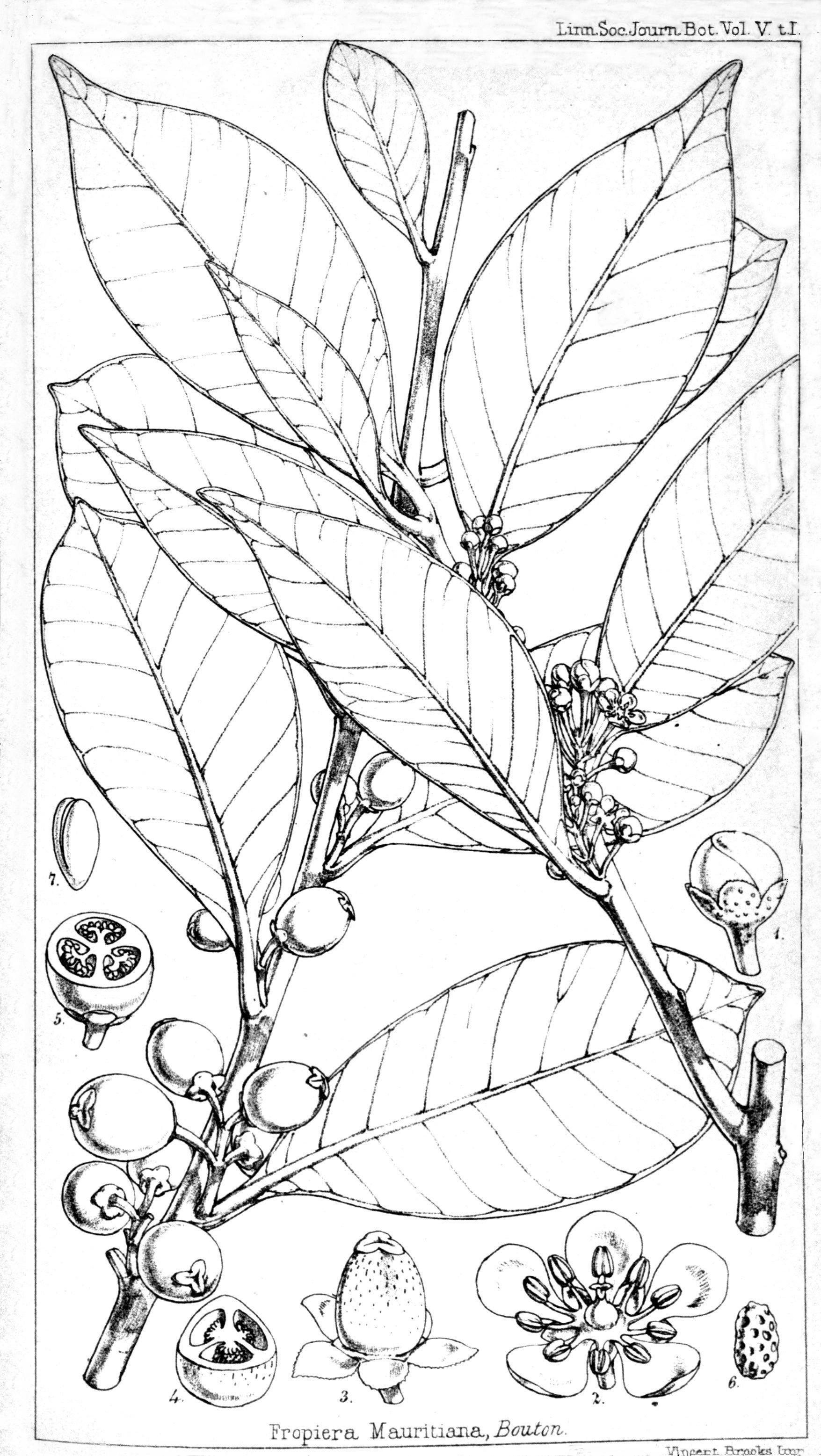
Illustration von Psiloxylum mauritianum

Die Arten der Psiloxyloideae sind Sträucher oder kleine Bäume. Die Laubblätter sind spiralig angeordnet. Bei Heteropyxis-Arten sind Sekretionshöhlen sind vorhanden und enthalten ätherische Öle; bei Psiloxylon mauritianum sind sie nicht vorhanden.
Die Arten der Psiloxyloideae sind stets zweihäusig. Die Staubblätter sind in der Knospe nicht gekrümmt, die Staubbeutel bei voll geöffneter Blüte dreikammerig. Der Embryosack ist vom Alliumtyp. Die Chromosomengrundzahl beträgt x = 12.

## Systematik
Die Unterfamilie Psiloxyloideae wurde 1980 durch Rudolf Schmid in Taxon, Volume 29, S. 559 aufgestellt. Seit April 2012 ersetzt Heteropyxidoideae Reveal den Namen Psiloxyloideae (Croizat) Schmid, siehe James L. Reveal in Newly required infrafamilial names mandated by changes in the Code of Nomenclature For Algae, Fungi, and Plants. in Phytoneuron, Volume 33, 2012, S. 2.
- Tribus Heteropyxideae Harv.: Sie enthält nur eine Gattung:
  - Heteropyxis Harv. nom. cons.: Die etwa drei Arten kommen im südöstlichen Afrika vor.[1][3]
    - Heteropyxis canescens Oliv.
    - Heteropyxis dehniae Suess.
    - Heteropyxis natalensis Harv.
- Tribus Psiloxyleae A.J.Scott: Sie enthält nur eine monotypische Gattung:[1]
  - Psiloxylum Thouars ex Tul.
    - Psiloxylum mauritianum (Bouton ex Hook. f.) Baill.: Sie kommt auf den Inseln Mauritius und Réunion vor.